# Естурой
Естурой (фар. Eysturoy, дан. Østerø) — другий за площею і за населенням (після Стреймою) острів Фарерських островів. Між Стреймоєм і Естуроєм побудований міст. На Естурої знаходиться найвища точка країни — пік Слаттаратіндур (882 м). Вглиб острова врізається найбільший фіорд Фарер — Скалафйоордур. Назва острову фарерською перекладається як Східний острів.